# Десница
Десницата в политиката подкрепя виждането, че социалната стратификация и йерархия е неизбежна, естествена, нормална и желателна. Тя обикновено поддържа тази си позиция, опирайки се на естественото право, икономиката или традициите. Йерархията и социалното неравенство се разглеждат като естествен резултат от традиционните социални разлики или конкуренцията при пазарните икономики. Терминът „десен“ може да се отнася и за всяка консервативна или реакционна част от дадена политическа партия или система.
Политическите термини „ляв“ и „десен“ са въведени в разгара на Френската революция (1789 – 1799) и се отнасят за разположението на местата за седене на френските Генерални щати: тези, които седят отляво по принцип се противопоставят на монархията и подкрепят революцията, създаването на република и секуларизация, докато тези отдясно подкрепят традиционните институции на Стария ред. Първоначално, десницата във Франция се образува като реакция срещу „левите“ и включва политици, поддържащи йерархията, традицията и клерикализма.:с. 693 Употребата на термина „десен“ се разпространява след възстановяването на френската монархия през 1815 г., когато се използва най-вече във връзка с ултрароялистите.
Макар термина „десница“ да се оформя около традиционните консерватори, монархисти и реакционисти, понятието на „крайнодясната политика“ се използва за описване на режими на фашизъм, нацизъм и расово превъзходство. От 1830-те до 1880-те години структурата на социалните класи и икономиката на Западния свят се изместват от аристокрация към капитализъм. Това всеобщо превключване към капитализма засяга десноцентристките движения, като например Британската консервативна партия, която започва да подкрепя капитализма. В Европа, икономическите консерватори обикновено се считат за либерали, а десницата включва националисти, противници на имиграцията, религиозни консерватори, а в исторически план голяма част от десните движения са с антикапиталистически настроения.